# Bartolomeu Dias
Bartolomeu Dias (olaszos írásmóddal Bartolomeo Diaz) (Algarve, 1450 körül – a Jóreménység fokától délre, 1500. május 29.) portugál hajós és felfedező. Első európaiként kerülte meg a Jóreménység fokát, 1488-ban.

## Élete
A felfedezőútja előtti élete ismeretlen. Valószínűleg Tengerész Henrik egyik kormányosának a leszármazottja volt.

## Felfedezőútja
A 15. század elején a portugál Tengerész Henrik felfedezte Afrika nyugati partjait.
1487-ben II. János király Bartolomeu Diast választotta, hogy felfedezőútra induljon Afrika legdélebbi csücskéhez, majd megtalálja az onnan az Indiai-óceánhoz vezető tengeri utat. Dias valószínűleg augusztus végén indult útnak egy flottával, amely három hajóból állt.
A flotta három hajóval indult útnak, két 50 t-s karavellával és egy tartalék hajóval. Zászlóshajójának – a São Cristóvãónak – kapitánya maga Dias, kormányosa Pêro de Alenquer volt. A flotta második karavellájának – a São Pantaleãónak – a parancsnoka João Infante, míg a kormányosa Alvaro Martins volt. A harmadik hajó (ellátóhajó) parancsnoka Dias testvére Diogo, míg a kormányos João de Santiago volt.
Dias hat európai ruhába öltöztetett kongóit vitt magával a hajón, akiknek az volt a feladatuk – miután az afrikai partok mentén kirakták őket – hogy elmagyarázzák a bennszülötteknek, milyen terményeket követelnek tőlük.
A flotta Afrika nyugati partjainál haladt, december 8-án elérte a mai Namíbiában található Walvis Bayt, a portugálok által akkor ismert legdélibb pontot. Az ellátóhajót Dias biztonsági okokból a Bálna-öbölnél hagyta, de előtte a Kongó-torkolatnál kirakta az utolsó afrikait. A Bálna-öböltől dél felé haladt tovább, elérte a mai Spencer Bayt, majd a Lüderitzi-öblöt.
A további út során mindkét karavellát az erős északi szél és a vihar – a Jóreménység-fokát megkerülve – dél felé vitte. Dias napokig úgy hajózott, hogy nem is látta a szárazföldet, tehát fel sem tűnt neki, hogy megkerülte a Jóreménység-fokát. A következő vidéket ahova Dias jutott Szent Balázs-öbölnek keresztelte, amelynek a mai neve Mossel Bay. Kelet felé hajózott tovább a flotta és a mai Algoa-öbölhöz jutottak. A legénység nem akart továbbhajózni, de ennek ellenére megegyeztek, hogy még néhány napig keleti irányba haladnak tovább, így eljutottak a mai Groote-folyóig. Ekkor tudatosult Diasban, hogy az 1470-es évek óta keresett utat megtalálta és az Indiába vezető út szabad.
A legénység skorbutot kapott, így Dias elindult visszafelé.
A visszaúton a Bálna-öbölnél Dias találkozott ellátóhajójával, amelyen már csak négy ember élt. Rövid ideig, friss ivóvíz felvétele céljából megállt az angolai partoknál, valamint a São Tomé és Príncipe szigeteknél, majd több mint 16 hónap után, 1488 decemberének végén ismét befutott Lisszabonba.